# 323
| [ Edytuj tabelę ] |                                                 |
| Król Aksum        | - 320 Ezana 360                                 |
| Król Armenii      | - 287 Tiridates III 330                         |
| Władca Guptów     | - 320 Ćandragupta I 330                         |
| Władca Korei      | - 300 Mich’ŏn 331                               |
| Papież            | - 314 Sylwester I 335                           |
| Król Persji       | - 309 Szapur II 379                             |
| Cesarz Rzymu      | - 306 Konstantyn Wielki 337 - 308 Licyniusz 324 |

Rok 323 / CCCXXIII
stulecia: III wiek ~
IV wiek ~
V wiek

lata: 313 «
318 «
319 «
320 «
321 «
322 «
323
» 324
» 325
» 326
» 327
» 328
» 333

## Wydarzenia
- Europa
  - 3 lipca - zwycięska bitwa Konstantyna Wielkiego nad jego rywalem Licyniuszem pod Adrianopolem.
  - Konstantyn I Wielki wyparł Gotów z Tracji.